# Baudreix
Baudreix är en kommun i departementet Pyrénées-Atlantiques i regionen Nouvelle-Aquitaine i sydvästra Frankrike. Kommunen ligger i kantonen Nay-Est som tillhör arrondissementet Pau. År 2022 hade Baudreix 585 invånare.

## Befolkningsutveckling
Antalet invånare i kommunen Baudreix
| Referens: INSEE |